# Дубровка-Челябинская
Дубро́вка-Челя́бинская — посёлок в Коркинском районе Челябинской области. Входит в состав Коркинского городского поселения. Посёлок основан в 1934 году вместе с одноимённой железнодорожной станцией, при строительстве ветки Челябинск — Еманжелинская для обслуживания шахт треста «Коркиноуголь» и ускорения пропуска поездов из Челябинска в троицком направлении.

## География
Ближайшие населённый пункты: деревни Дубровка и Глинка.

## Население
| 2002 | 2010 |
| ---- | ---- |
| 760  | ↗810 |

По данным Всероссийской переписи, в 2010 году численность населения деревни составляла 810 человек (374 мужчины и 436 женщин).

## Улицы
Уличная сеть посёлка состоит из 8 улиц и 1 переулка.